# Marceau Stricanne
Marceau Stricanne (* 1. Januar 1920 in Lomme; † 25. Juli 2012 in Gonfreville-l’Orcher) war ein französischer Fußballspieler.

## Vereinskarriere
Der 177 Zentimeter große offensive Mittelfeldspieler Stricanne, der gelegentlich auch als Stürmer aufgeboten wurde, begann seine Laufbahn während des Zweiten Weltkriegs. Zwischen 1941 und 1943 trug er das Trikot des Excelsior AC Roubaix. In der Saison 1943/44 gehörte er in einer Spielzeit, in der Vereinsmannschaften nicht am Ligabetrieb teilnehmen durften, der ÉF Lens-Artois an, die im Wesentlichen aus Spielern des RC Lens bestand. Mit der Mannschaft gewann er den inoffiziellen Meisterschaftstitel, auch wenn er einen Teil der Saison bei der Konkurrenzauswahl ÉF Grenoble Dauphiné verbrachte. 1944 fand er im OSC Lille einen neuen Arbeitgeber und gehörte zu einem Team, das ins nationale Pokalfinale 1945 einzog. Zwar gewann Lille die Trophäe, doch wurde Stricanne nicht aufgeboten, womit ihm keine Beteiligung am Titel zugutekommt. 
Im Sommer 1945 erfolgte sein Wechsel zum CO Roubaix-Tourcoing, der im selben Jahr zu den Klubs zählte, die an der Wiederaufnahme des regulären Spielbetriebs der ersten Liga beteiligt waren. So kam der damals 25-Jährige zu seinem offiziellen Erstligadebüt und lief fortan regelmäßig für die Nordfranzosen auf, ohne jedoch einen festen Stammplatz zu besitzen. 1948 schloss seine Mannschaft die Saison als Tabellenerster ab, wodurch er nach dem inoffiziellen Titel 1944 zum zweiten Mal nationaler Meister wurde. Direkt im Anschluss daran kehrte der Spieler, der auch auf dem Spielfeld seine Brille trug, dem Verein den Rücken und unterschrieb beim Ligarivalen Stade Français aus der Hauptstadt Paris. Bereits am 1. November 1948 erfolgte der nächste Wechsel, als er zum Zweitligisten Le Havre AC ging. Bei Le Havre avancierte er zum unangefochtenen Leistungsträger und erreichte mit seinen Teamkollegen 1950 den Aufstieg in die höchste Spielklasse. In der Spielzeit 1950/51 war er beim Aufsteiger Teil einer Überraschungsmannschaft, die gleich nach dem Sprung in die Eliteklasse den dritten Platz belegen konnte. Er selbst wurde insbesondere für seine technischen Stärken und seine Spielübersicht geschätzt. In den nachfolgenden Jahren verschlechterten sich die Resultate kontinuierlich und Stricanne büßte während der Saison 1953/54 zudem aufgrund einer Knieverletzung seinen Stammplatz ein. Die Mannschaft stieg 1954 in die zweite Liga ab und er beendete angesichts seiner Verletzung mit 34 Jahren nach 172 Erstligapartien mit 26 Toren sowie 51 Zweitligapartien mit 7 Toren seine Profilaufbahn. Im Amateurbereich war er von 1956 bis 1980 als Trainer bei einem Verein namens CFR Le Havre tätig.

## Nationalmannschaft
Stricanne war 31 Jahre alt, als er am 1. November 1951 bei einem 2:2-Unentschieden gegen Österreich zu seinem Debüt im Trikot der französischen Nationalelf kam. Das Freundschaftsspiel, bei dem er zu keinem Torerfolg kam, blieb die einzige Begegnung, die er für sein Land bestreiten durfte.